# Keuramat
Keuramat is een bestuurslaag in het regentschap Banda Aceh van de provincie Atjeh, Indonesië. Keuramat telt 4268 inwoners (volkstelling 2010).